# Melasina paulusella
Melasina paulusella är en fjärilsart som beskrevs av Edward Meyrick 1920. Melasina paulusella ingår i släktet Melasina och familjen säckspinnare. Inga underarter finns listade i Catalogue of Life.